# خوآن کارلوس واسموسی
خوآن کارلوس واسموسی مونتی (انگلیسی: Juan Carlos Wasmosy Monti؛ زاده ۱۵ دسامبر ۱۹۳۸) یک سیاست‌مدار اهل پاراگوئه است. وی از ۱۵ اوت ۱۹۹۳ تا ۱۵ اوت ۱۹۹۸ رئیس‌جمهور پاراگوئه بود.